# Hisham I de Córdoba
Abu al-Walid Hisham al-Rida, también conocido como Hixem I en la transcripción española antigua; (Córdoba, Emirato de Córdoba, 26 de abril de 757-Córdoba, 12 de junio de 796) fue el segundo emir independiente de Córdoba, reinando desde el 7 de octubre de 788 hasta abril de 796. Fue hijo y sucesor de Abderramán I y de su esposa Hawra, una antigua esclava visigoda conversa al islam.

## Biografía
Su designación como emir provocó la sublevación de sus hermanos Sulaymán, valí de Toledo, y Abd Al-lah, los cuales se negaban a reconocerle, y a quienes venció, con la ayuda del muladí Musa ibn Fortún.
Salvo esta sublevación inicial, su reinado se caracterizó por una relativa paz interior. Algunos movimientos de agitación yemení se produjeron en la parte oriental (Sharq al-Ándalus) y en la Marca Superior, pero no tuvieron gran alcance y fueron reprimidos con el envío de algunas tropas y gracias al apoyo de los Banu Qasi —una potente familia muladí del valle del Ebro—, que empezaron por estos años a desempeñar un papel importante en esta región nororiental. Por otra parte, una sublevación bereber fue reprimida con fuerza en la región de Ronda.
Esta relativa paz interior le permitió emprender la guerra santa contra los reinos cristianos circundantes. Con este fin dirigió numerosas aceifas; al regresar de una de ellas fue derrotado en Lutos, en 794, por los astures. Hombre culto y piadoso, fomentó los estudios teológicos y jurídicos, protegiendo la escuela malikí, que frente a otras escuelas destaca por su flexibilidad: las normas se ajustan a las diferentes situaciones de cada país, por eso se aplica en la actualidad con éxito en tan diversos países musulmanes. Dejó escritos diversos consejos para su hijo de un elevado contenido moral:
Considera, hijo mío, que los reinos son de Dios, que los quita y da a quien quiere. Haz justicia igual a pobres y ricos: sé benigno y clemente con todos los que dependan de ti, que todos son criaturas de Dios: castiga sin compasión a los ministros que opriman a tus pueblos y no te canses de granjear la voluntad de tus vasallos, pues en su amor consiste la seguridad del Estado, en el miedo el peligro y en el odio su ruina cierta.
Hisham I murió prematuramente, dejando el poder a su hijo Alhaken I (796-822).

## Véase también

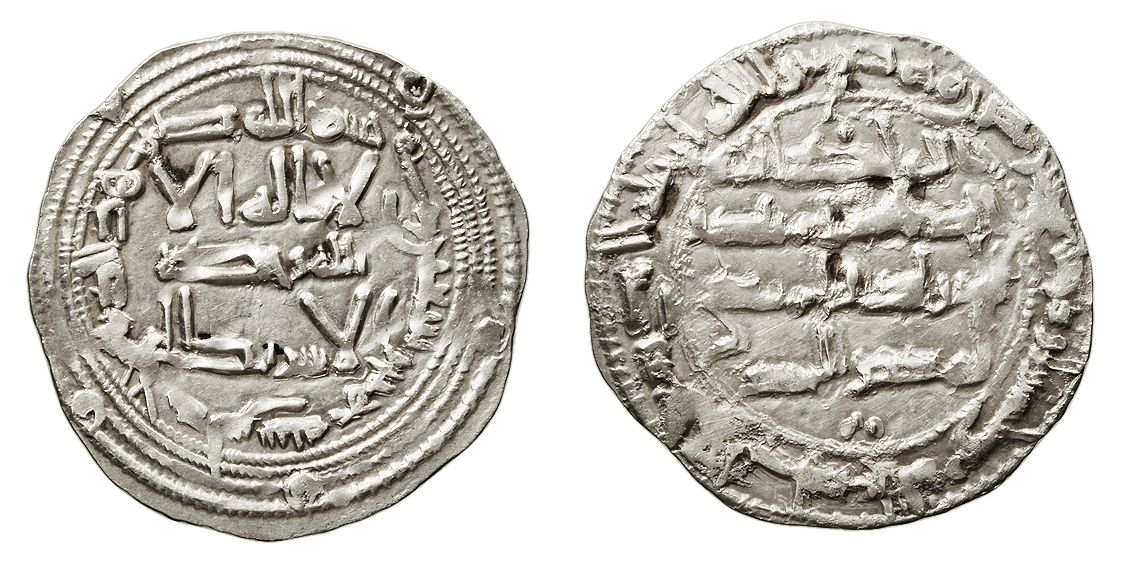
Dírham de plata acuñado durante el reinado de Hisham I.